# Arcidiocesi di Verissa
L'arcidiocesi di Verissa (in latino: Archidioecesis Verissensis) è una sede soppressa e sede titolare della Chiesa cattolica.

## Storia
Verissa, nell'odierna Turchia, è un'antica sede arcivescovile autocefala della provincia romana dell'Armenia Seconda nella diocesi civile del Ponto. Essa faceva parte del patriarcato di Costantinopoli.
Michel Le Quien, nell'opera Oriens Christianus, non menziona la sede di Verissa. Tuttavia conosce la ecclesia Berissae seu Verisae.
Dal XVI secolo Verissa è annoverata tra le sedi arcivescovili titolari della Chiesa cattolica; la sede è vacante dal 25 marzo 1965.

## Cronotassi dei vescovi titolari
- Helvécio Gomes de Oliveira, S.D.B. † (10 febbraio 1922 - 1º settembre 1922 succeduto arcivescovo di Mariana)
- Felice Ambrogio Guerra Fezia, S.D.B. † (16 gennaio 1925 - 10 gennaio 1957 deceduto)
- Felix César da Cunha Vasconcellos, O.F.M. † (3 aprile 1957 - 25 marzo 1965 nominato arcivescovo di Ribeirão Preto)